# هفت برده علیه روم
هفت برده علیه روم (به ایتالیایی: Gli schiavi più forti del mondo) همچنین به عنوان هفت برده علیه جهان شناخته می‌شود یک فیلم ماجراجویی شمشیر و صندل ایتالیایی در سال ۱۹۶۴، به کارگردانی میکله لوپو، تهیه کنندگی الیو اسکاردامگلیا، نویسندگی لوپو و روبرتو است. جیانویتی و بازیگری راجر براون، گوردون میچل و آرنالدو فابریزیو. اولین بار در ایتالیا در سال ۱۹۶۴ منتشر شد، اولین نمایش آن در شهر نیویورک، ایالات متحده در ۱۸ اوت ۱۹۶۵ بود.

## بازیگران
- راجر براون در نقش مارکوس
- گوردون میچل در نقش بالیستن
- آرنالدو فابریزیو در نقش جالوت
- شیلا گابل در نقش کلودیا
- آلدو پینی در نقش تریدور
- آلفردو ریتسو در نقش افرم
- جاکومو روسی-استوارت در نقش گایوس
- کارلو تمبرلانی در نقش لوسیوس ترنتیوس
- جرمانو لونگو در نقش لوسیوس امیلیوس
- آلفیو کلتابیانو در نقش گلادیاتور
- کالیستو کالیستی در نقش سلیم